# Liste des reines d'Italie

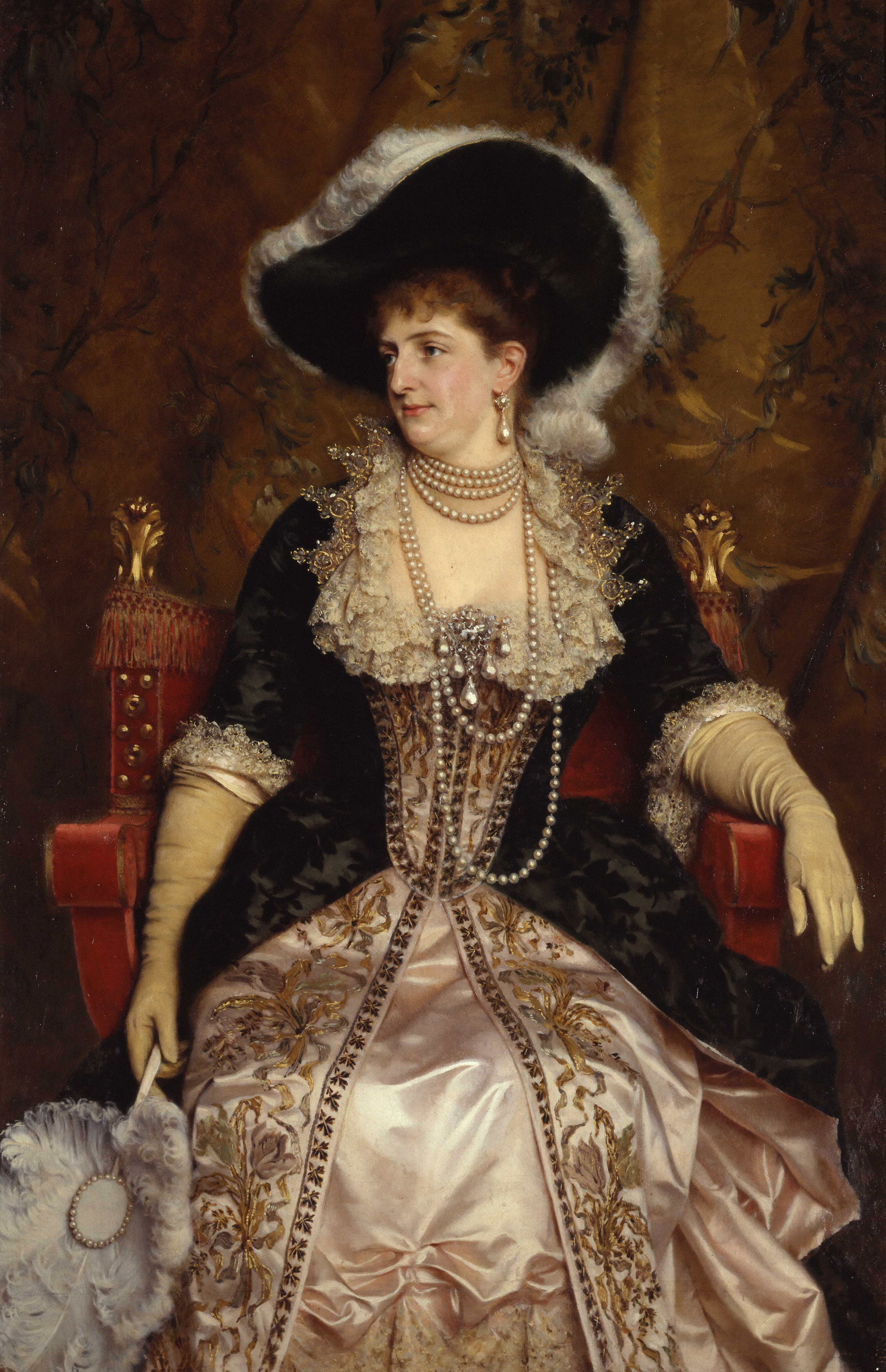
La reine Marguerite de Savoie, reine d'Italie en tant qu'épouse de Humbert Ier, peinte par Michele Gordigiani

Reine d'Italie (en latin : Regina Italiae) est le titre adopté par de nombreuses épouses des souveraines de la péninsule italienne après la chute de l'Empire romain d'Occident.

## Carolingiens (800-888)
| Portrait | Nom (dates)                                      | Conjoint(s)                                        | Titres | Eléments biographiques |
| -------- | ------------------------------------------------ | -------------------------------------------------- | --- | --- |
|          | Ermengarde de Hesbaye (Vers 778 – 3 octobre 818) | - Louis le Pieux (mariage en 794)                  | - Reine d'Aquitaine (794-814) - Impératrice d'Occident et reine des Francs (28 janvier 814 - 3 octobre 818) - Reine de Bavière (814-817)                              | - Princesse robertienne. Fille d'Enguerrand de Hesbaye. - Mère de Lothaire Ier, de Pépin Ier d'Aquitaine, d'Hildegarde et de Louis II le Germanique.                                             |
|          | Judith de Bavière (Vers 797 – 19 avril 843)      | - Louis le Pieux (mariage en février 819)          | - Impératrice d'Occident et reine des Francs (1er février 819 - 20 juin 840)                                                                                          | - Princesse welf. Fille de Welf Ier et d'Heilwige de Saxe. - Mère de Gisèle et de Charles II le Chauve.                                                                                          |
|          | Ermengarde de Tours (Vers 804– 20 mars 851)      | - Lothaire Ier (mariage le 15 octobre 821)         | - Reine d'Italie et de Lotharingie (15 octobre 821 - 20 mars 851) - Impératrice d'Occident (20 juin 840 - 20 mars 851) - Reine de Francie médiane (843 - 20 mars 851) | - Princesse étichonide. Fille d'Hugues de Tours et d'Ava de Morvois. - Mère de Louis II le Jeune, d'Irmengarde de Germanie, de Lothaire II de Lotharingie, de Rotrude et de Charles de Provence. |
|          | Engelberge (? – vers 896/901)                    | - Louis II le Jeune (mariage en 851/52)            | - Impératrice d'Occident et reine d'Italie (851/52 - 12 août 875) | - Mère d'Ermengarde. |
|          | Richilde d'Ardennes (Vers 845 – 2 juin 910)      | - Charles II le Chauve (mariage le 22 janvier 870) | - Reine des Francs (22 janvier 870 - 6 octobre 877) - Reine d'Italie (12 août 875 - 6 octobre 877) - Impératrice d'Occident (25 décembre 875 - 6 octobre 877)         | - Princesse bivinide. Fille de Bivin de Vienne. - Mère de Rothilde. |
|          | Richarde de Souabe (Vers 840 – 18 septembre 896) | - Charles III le Gros (mariage en 862)             | - Reine de Germanie (876-887) - Impératrice d'Occident (12 février 881 - 13 janvier 888) - Reine de Bavière (882-887) - Abbesse de l'abbaye d'Andlau                  | - Fille d'Erchanger de Souabe. |

## Widonides (891-898)
| Nom (dates)                             | Conjoint(s)                             | Titres | Eléments biographiques                                       |
| --------------------------------------- | --------------------------------------- | --- | ------------------------------------------------------------ |
| Ageltrude de Bénévent (? – 27 août 923) | - Guy III de Spolète (mariage vers 875) | - Duchesse de Spolète (883 - 16 février 889) - Reine d'Italie (889 - 12 décembre 894) - Impératrice d'Occident (21 février 891 - 12 décembre 894) | - Fille d'Adalgis de Bénévent. - Mère de Lambert de Spolète. |

## Carolingiens (896-899)
| Nom (dates)                      | Conjoint(s)                              | Titres | Eléments biographiques          |
| -------------------------------- | ---------------------------------------- | --- | ------------------------------- |
| Oda (Vers 874 – 30 novembre 903) | - Arnulf de Carinthie (mariage vers 888) | - Reine de Germanie (888 - 8 décembre 899) - Impératrice d'Occident et reine d'Italie (22 février 896 - 8 décembre 899) | - Mère de Louis IV de Germanie. |

## Bivinides (901-905)
| Nom (dates)                                  | Conjoint(s)                            | Titres                                                                                         | Eléments biographiques |
| -------------------------------------------- | -------------------------------------- | ---------------------------------------------------------------------------------------------- | --- |
| Anne de Constantinople (Vers 885 – vers 901) | - Louis III l'Aveugle (mariage en 900) | - Reine d'Italie et de Basse-Bourgogne (900-901) - Impératrice d'Occident (15 février 901 - ?) | - Princesse de la dynastie macédonienne. Fille de Léon VI le Sage et Zoé Tzaoutzina. - Mère de Charles-Constantin de Vienne. |

## Unrochides (915-924)
| Nom (dates)                                             | Conjoint(s)                                         | Titres | Eléments biographiques                    |
| ------------------------------------------------------- | --------------------------------------------------- | --- | ----------------------------------------- |
| Bertille de Spolète (en) (Vers 860 – vers décembre 915) | - Bérenger Ier de Frioul (mariage entre 870 et 880) | - Reine d'Italie (888-889, 898-900, 902-915) - Impératrice d'Occident (1er janvier 915 - 1er décembre 915) | - Princesse supponide. Fille de Suppo II. |
| Anne de Provence (es) (? – Vers 930)                    | - Bérenger Ier de Frioul (mariage en 915)           | - Impératrice d'Occident (915 - 7 avril 924)                                                               |                                           |

## Ottoniens (962-1024)
| Portrait | Nom (dates)                                        | Conjoint(s)                                                                          | Titres | Eléments biographiques |
| -------- | -------------------------------------------------- | ------------------------------------------------------------------------------------ | --- | --- |
|          | Adélaïde de Bourgogne (Vers 931 – 16 décembre 999) | - Lothaire II d'Italie (mariage en 947) - Otton Ier du Saint-Empire (mariage en 951) | - Reine d'Italie (10 avril 947 - 22 novembre 950, puis 10 octobre 951 - 7 mai 973) - Reine de Germanie (10 octobre 951 - 7 mai 973) - Impératrice du Saint-Empire (2 février 962 - 7 mai 973) - Régente du Saint-Empire (15 juin 991 - 995) - Canonisée en 1097 | - Princesse welf. Fille de Rodolphe II de Bourgogne et de Berthe de Souabe. - Mère d'Emma d'Italie, de Mathilde de Quedlinbourg et d'Otton II du Saint-Empire.                                             |
|          | Théophano Skleraina (Vers 960 – 15 juin 991)       | - Otton II du Saint-Empire (mariage le 14 avril 972)                                 | - Reine de Germanie (14 avril 972 - 7 décembre 983) - Impératrice du Saint-Empire (7 mai 973 - 7 décembre 983) - Reine d'Italie (980 - 7 décembre 983) - Régente du Saint-Empire (7 décembre 983 - 15 juin 991)                                                 | - Princesse de la Famille Sklèros. Fille de Constantin Sklèros et de Sophie Phocaina. - Mère d'Adélaïde de Quedlinbourg, de Sophie de Gandersheim, de Mathilde de Germanie et d'Otton III du Saint-Empire. |
|          | Cunégonde de Luxembourg (Vers 975 – 3 mars 1033)   | - Henri II du Saint-Empire (mariage en 999)                                          | - Duchesse de Bavière (999-1004, 1009 - décembre 1017) - Reine de Germanie (17 juin 1002 - 13 juillet 1024) - Reine d'Italie (14 mai 1004 - 13 juillet 1024) - Impératrice du Saint-Empire (26 avril 1014 - 13 juillet 1024) - Canonisée en 1200                | - Princesse de la Maison de Luxembourg. Fille de Sigefroid de Luxembourg et d'Hedwige de Nordgau. |

## Franconiens (1027-1125)
| Portrait | Nom (dates)                                               | Conjoint(s) | Titres | Eléments biographiques |
| -------- | --------------------------------------------------------- | --- | --- | --- |
|          | Gisèle de Souabe (11 novembre 995 – 14 février 1043)      | - Bruno Ier de Brunswick (mariage entre 1002 et 1005) - Ernest Ier de Souabe (mariage en 1014) - Conrad II le Salique (mariage en 1016) | - Comtesse de Brunswick (1002/05 - 1010) - Duchesse de Souabe (1014 - 31 mai 1015) - Reine de Germanie (8 septembre 1024 - 4 juin 1039) - Impératrice du Saint-Empire et reine des Romains (26 mars 1027 - 4 juin 1039) - Reine de Bourgogne (1032-1039)                                    | - Princesse conradienne. Fille d'Hermann II de Souabe et de Gerberge de Bourgogne. - Mère de Liudolf de Frise, d'Ernest II de Souabe, d'Hermann IV de Souabe et d'Henri III du Saint-Empire.                              |
|          | Agnès de Poitiers (Vers 1025 – 14 décembre 1077)          | - Henri III du Saint-Empire (mariage en 1043)                                                                                           | - Duchesse de Souabe (15 février 1043 - 7 avril 1045) - Reine de Germanie (13 février 1043 - 5 octobre 1056) - Impératrice du Saint-Empire (25 décembre 1046 - 5 octobre 1056) - Duchesse de Bavière (1047-1049) - Régente du Saint-Empire (5 octobre 1056 - avril 1062)                    | - Princesse de la Maison de Poitiers-Aquitaine. Fille de Guillaume V d'Aquitaine et d'Agnès de Bourgogne. - Mère de Mathilde de Franconie, d'Henri IV du Saint-Empire, de Conrad II de Bavière et de Judith de Franconie. |
|          | Berthe de Turin (21 septembre 1051 – 27 décembre 1087)    | - Henri IV du Saint-Empire (mariage le 13 juillet 1066)                                                                                 | - Reine de Germanie (13 juillet 1066 - 27 décembre 1087) - Duchesse de Bavière (1077 - 27 décembre 1087) - Impératrice du Saint-Empire (21 mars 1084 - 27 décembre 1087) | - Princesse de la Maison de Savoie. Fille d'Othon Ier de Savoie et d'Adélaïde de Suse. - Mère d'Agnès de Franconie, de Conrad de Basse-Lotharingie et d'Henri V du Saint-Empire.                                          |
|          | Adélaïde de Kiev (Vers 1071 – 20 juillet 1109)            | - Henri III de Stade - Henri IV du Saint-Empire (mariage en 1089)                                                                       | - Comtesse de Stade (1082-1087) - Impératrice du Saint-Empire, reine de Germanie et duchesse de Bavière (14 août 1089 - 31 décembre 1105) | - Princesse riourikide. Fille de Vsevolod Ier de Kiev. |
|          | Mathilde l'Emperesse (7 février 1101 – 10 septembre 1167) | - Henri V du Saint-Empire (mariage le 6 ou 7 janvier 1114) - Geoffroy V d'Anjou (mariage le 17 juin 1128)                               | - Impératrice du Saint-Empire (7 janvier 1114 - 23 mai 1125) - Comtesse d'Anjou, de Tours et du Maine (1129 - 7 septembre 1151) - Dame des Anglais et duchesse de Normandie (de plein droit, 7 avril 1141 - 1er novembre 1141) - Duchesse de Normandie (19 janvier 1144 - 7 septembre 1151) | - Princesse rollonide. Fille d'Henri Ier d'Angleterre et de Mathilde d'Écosse. - Mère d'Henri II d'Angleterre, de Geoffroy VI d'Anjou et de Guillaume FitzEmperesse.                                                      |

## Maison de Supplinbourg (1133-1137)
| Portrait | Nom (dates)                                     | Conjoint                                       | Titres | Eléments biographiques                                                                                                   |
| -------- | ----------------------------------------------- | ---------------------------------------------- | --- | --- |
|          | Richenza de Nordheim (Vers 1088 – 10 juin 1141) | - Lothaire de Supplinbourg (mariage vers 1100) | - Duchesse de Saxe (23 août 1106 - 4 décembre 1137) - Reine de Germanie (30 août 1125 - 4 décembre 1137) - Impératrice du Saint-Empire (4 juin 1133 - 4 décembre 1137) | - Princesse de la Maison de Nordheim. Fille d'Henri de Nordheim et de Gertrude de Brunswick. - Mère de Gertrude de Saxe. |

## Maison de Hohenstaufen (1138-1197)
| Portrait | Nom (dates)                                                  | Conjoint                                                | Titres | Eléments biographiques |
| -------- | ------------------------------------------------------------ | ------------------------------------------------------- | --- | --- |
|          | Béatrice Ire de Bourgogne (Vers 1143 – 15 novembre 1184)     | - Frédéric Barberousse (mariage le 17 juin 1156)        | - Comtesse de Bourgogne (de plein droit, 22 janvier 1148 - 15 novembre 1184) - Impératrice du Saint-Empire et reine de Germanie, d'Italie et de Bourgogne (17 juin 1156 - 15 novembre 1184) | - Princesse de la Maison d'Ivrée. Fille de Renaud III de Bourgogne et d'Agathe de Lorraine. - Mère de Frédéric V de Souabe, d'Henri VI du Saint-Empire, de Frédéric VI de Souabe, d'Otton Ier de Bourgogne, de Conrad II de Souabe et de Philippe de Souabe. |
|          | Constance de Hauteville (2 novembre 1154 – 27 novembre 1198) | - Henri VI du Saint-Empire (mariage le 27 janvier 1186) | - Reine de Germanie (27 janvier 1186 - 28 septembre 1197) - Impératrice du Saint-Empire (14 avril 1191 - 28 septembre 1197) - Reine de Sicile (25 décembre 1194 - 27 novembre 1198)         | - Princesse de la Maison de Hauteville. Fille de Roger II de Sicile et de Béatrix de Rethel. - Mère de Frédéric II du Saint-Empire. |

## Maison Welf (1209-1215)
| Portrait | Nom (dates)                                   | Conjoint(s)                                                                                                   | Titres | Eléments biographiques                                                                          |
| -------- | --------------------------------------------- | --- | --- | ----------------------------------------------------------------------------------------------- |
|          | Béatrice de Souabe (Vers 1198 – 11 août 1212) | - Otton IV du Saint-Empire (mariage le 22 juillet 1212)                                                       | - Impératrice du Saint-Empire et reine de Germanie (22 juillet 1212 - 11 août 1212)                                                          | - Princesse de la Maison de Hohenstaufen. Fille de Philippe de Souabe et d'Irène Ange.          |
|          | Marie de Brabant (Vers 1190 – vers 1260)      | - Otton IV du Saint-Empire (mariage le 19 mai 1214) - Guillaume Ier de Hollande (mariage le 1er juillet 1220) | - Impératrice du Saint-Empire et reine de Germanie (19 mai 1214 - 5 juillet 1215) - Comtesse de Hollande (1er juillet 1220 - 4 février 1222) | - Princesse de la Famille des Régnier. Fille d'Henri Ier de Brabant et de Mathilde de Boulogne. |

## Maison de Hohenstaufen (1215-1250)
| Portrait | Nom (dates)                                           | Conjoint(s)                                                                                 | Titres | Eléments biographiques |
| -------- | ----------------------------------------------------- | ------------------------------------------------------------------------------------------- | --- | --- |
|          | Constance d'Aragon (Vers 1179 – 23 juin 1222)         | - Imre de Hongrie (mariage en 1198) - Frédéric II du Saint-Empire (mariage le 15 août 1209) | - Reine de Hongrie (1198 - 30 novembre 1204) - Reine de Sicile (15 août 1209 - 23 juin 1222) - Duchesse de Souabe (1212-1216) - Reine de Germanie (1212 - 23 avril 1220) - Impératrice du Saint-Empire (22 novembre 1220 - 23 juin 1222) | - Princesse de la Maison de Barcelone. Fille d'Alphonse II d'Aragon et de Sancha de Castille. - Mère de Ladislas III de Hongrie et d'Henri II de Souabe. |
|          | Isabelle II de Jérusalem (Vers 1212 – 25 avril 1228)  | - Frédéric II du Saint-Empire (mariage le 9 novembre 1225)                                  | - Reine de Jérusalem (de plein droit, 1212 - 25 avril 1228) - Impératrice du Saint-Empire, reine de Germanie et de Sicile (9 novembre 1225 - 25 avril 1228)                                                                              | - Princesse de la Maison de Brienne. Fille de Jean de Brienne et de Marie de Montferrat. - Mère de Conrad IV de Hohenstaufen.                            |
|          | Isabelle d'Angleterre (Vers 1214 – 1er décembre 1241) | - Frédéric II du Saint-Empire (mariage le 15 juillet 1235)                                  | - Impératrice du Saint-Empire et reine de Sicile (15 juillet 1235 - 1er décembre 1241) - Reine de Germanie (15 juillet 1235 - mai 1237)                                                                                                  | - Princesse de la Maison Plantagenêt. Fille de Jean sans Terre et d'Isabelle d'Angoulême. - Mère de Marguerite de Sicile.                                |

## Maison de Wittelsbach (1328-1347)
| Portrait | Nom (dates)                                         | Conjoint                                                | Titres | Eléments biographiques |
| -------- | --------------------------------------------------- | ------------------------------------------------------- | --- | --- |
|          | Marguerite II de Hainaut (Vers 1311 – 23 juin 1356) | - Louis IV du Saint-Empire (mariage le 25 février 1324) | - Reine de Germanie (25 février 1324 - 11 octobre 1347) - Duchesse de Haute-Bavière (25 février 1324 - 1340) - Duchesse de Bavière (1340 - 11 octobre 1347) - Impératrice du Saint-Empire (17 janvier 1328 - 11 octobre 1347) - Comtesse de Hollande (de plein droit, 26 septembre 1345 - 7 décembre 1354) - Comtesse de Hainaut (de plein droit, 26 septembre 1345 - 23 juin 1356) | - Princesse de la Maison d'Avesnes. Fille de Guillaume Ier de Hainaut et de Jeanne de Valois. - Mère d'Élisabeth de Bavière, de Louis VI le Romain, de Guillaume III de Hainaut, d'Albert Ier de Hainaut, d'Othon V de Bavière et de Béatrice de Bavière. |

## Maison de Luxembourg (1355-1437)
| Portrait | Nom (dates)                                        | Conjoint                                              | Titres | Eléments biographiques |
| -------- | -------------------------------------------------- | ----------------------------------------------------- | --- | --- |
|          | Anne de Schweidnitz (Vers 1339 – 11 juillet 1362)  | - Charles IV du Saint-Empire (mariage le 27 mai 1353) | - Reine de Germanie et de Bohême (27 mai 1353 - 11 juillet 1362) - Impératrice de Saint-Empire (5 avril 1355 - 11 juillet 1362) | - Princesse de la Maison Piast. Fille d'Henri II de Świdnica et de Catherine de Hongrie. - Mère d'Élisabeth de Bohême et de Venceslas de Luxembourg.                           |
|          | Élisabeth de Poméranie (Vers 1347 – 15 avril 1393) | - Charles IV du Saint-Empire (mariage le 21 mai 1363) | - Impératrice de Saint-Empire, reine de Germanie et de Bohême (21 mai 1363 - 29 novembre 1378) | - Princesse de la Maison de Poméranie. Fille de Bogusław V de Poméranie et d'Élisabeth de Pologne. - Mère d'Anne de Bohême, de Sigismond de Luxembourg et de Jean de Goerlitz. |
|          | Barbe de Cilley (Vers 1390/1395 – 11 juillet 1451) | - Sigismond de Luxembourg (mariage en 1408)           | - Reine de Hongrie (1er novembre 1408 - 9 décembre 1437) - Reine de Germanie et électrice de Brandebourg (21 juillet 1411 - 9 décembre 1437) - Reine de Bohême et duchesse titulaire de Luxembourg (16 août 1419 - 9 décembre 1437) - Impératrice de Saint-Empire (31 mai 1433 - 9 décembre 1437) | - Princesse de la Maison de Cilley. Fille d'Herman II de Celje et d'Anne de Schaunberg. - Mère d'Élisabeth de Luxembourg.                                                      |

## Maison de Habsbourg (1452-1740)
| Portrait | Nom (dates)                                                 | Conjoint                                                   | Titres | Eléments biographiques | Armoiries |
| -------- | ----------------------------------------------------------- | ---------------------------------------------------------- | --- | --- | --------- |
|          | Éléonore de Portugal (18 septembre 1434 – 3 septembre 1467) | - Frédéric III du Saint-Empire (mariage le 16 mars 1452)   | - Impératrice du Saint-Empire, reine de Germanie et archiduchesse d'Autriche (19 mars 1452 - 3 septembre 1467) | - Princesse de la Maison d'Aviz. Fille d'Édouard Ier de Portugal et d'Éléonore d'Aragon. - Mère de Maximilien Ier du Saint-Empire et de Cunégonde d'Autriche.        |           |
|          | Blanche-Marie Sforza (5 avril 1472 – 31 décembre 1510)      | - Maximilien Ier du Saint-Empire (mariage le 16 mars 1494) | - Reine de Germanie et archiduchesse d'Autriche (16 mars 1494 - 31 décembre 1510) - Impératrice du Saint-Empire (4 février 1508 - 31 décembre 1510)                                                                              | - Princesse de la Famille Sforza. Fille de Galéas Marie Sforza et de Bonne de Savoie.                                                                                |           |
|          | Isabelle de Portugal (24 octobre 1503 – 1er mai 1539)       | - Charles Quint (mariage le 10 mars 1526)                  | - Reine de Germanie (10 mars 1526 - 24 février 1530) - Reine de Castille, d'Aragon, de Sicile et de Naples, souveraine des Pays-Bas (10 mars 1526 - 1er mai 1539) - Impératrice du Saint-Empire (24 février 1530 - 1er mai 1539) | - Princesse de la Maison d'Aviz. Fille de Manuel Ier de Portugal et de Marie d'Aragon. - Mère de Philippe II d'Espagne, de Marie d'Autriche et de Jeanne d'Autriche. |           |

## Maison Bonaparte (1805-1814)
| Portrait | Nom (dates) | Époux | Titres | Eléments biographiques | Armoiries |
| -------- | --- | --- | --- | --- | --------- |
|          | Joséphine de Tascher de La Pagerie (23 juin 1763, Les Trois-Îlets - 29 mai 1814, Rueil-Malmaison) morte à 50 ans | - Alexandre de Beauharnais (mariage le 13 décembre 1779) - Napoléon Ier (mariage le 8 mars 1796)                                                       | - Impératrice des Français (18 mai 1804 - 16 décembre 1809) - Reine d'Italie (17 mars 1805 - 16 décembre 1809) - Duchesse de Navarre (16 décembre 1809 - 29 mai 1814)                                                                                       | - Membre de la Famille de Tascher. Fille de Joseph-Gaspard de Tascher de La Pagerie et de Rose Claire des Vergers de Sannois. - Mère d'Eugène de Beauharnais et d'Hortense de Beauharnais.                      |           |
|          | Marie-Louise d'Autriche (12 décembre 1791, Vienne - 17 décembre 1847, Parme) morte à 56 ans                      | - Napoléon Ier (mariage le 1er avril 1810) - Adam Albert de Neipperg (mariage le 8 août 1821) - Charles-René de Bombelles (mariage le 17 février 1834) | - Impératrice des Français et reine d'Italie (1er avril 1810 - 6 avril 1814 et 20 mars 1815 - 22 juin 1815) - Reine d'Italie (1er avril 1810 - 6 avril 1814) - Duchesse de Parme, Plaisance et Guastalla (de plein droit, 11 avril 1814 - 17 décembre 1847) | - Princesse de la Maison de Habsbourg-Lorraine. Fille de François Ier d'Autriche et de Marie-Thérèse de Bourbon-Naples. - Mère de Napoléon II, d'Albertine de Montenuovo et de Guglielmo Alberto di Montenuovo. |           |

## Maison de Savoie (1861-1946)
| Portrait | Nom (dates)                                                                                   | Époux                                              | Titres | Eléments biographiques | Armoiries |
| -------- | --------------------------------------------------------------------------------------------- | -------------------------------------------------- | --- | --- | --------- |
|          | Marguerite de Savoie (20 novembre 1851, Turin - 4 janvier 1926, Bordighera) morte à 74 ans    | - Humbert Ier (mariage le 21 avril 1868)           | - Princesse de Piémont (21 avril 1868 - 9 janvier 1878) - Reine d'Italie (9 janvier 1878 - 29 juillet 1900) | - Princesse de la maison de Savoie. Fille de Ferdinand de Savoie et d'Élisabeth de Saxe. - Mère de Victor-Emmanuel III.                                                                                                   |           |
|          | Hélène de Monténégro (8 janvier 1873, Cetinje - 28 novembre 1952, Montpellier) morte à 79 ans | - Victor-Emmanuel III (mariage le 24 octobre 1896) | - Princesse de Naples (24 octobre 1896 - 29 juillet 1900) - Reine d'Italie (29 juillet 1900 - 9 mai 1946)   | - Princesse de la maison Petrović-Njegoš. Fille de Nicolas Ier de Monténégro et de Milena Vukotic. - Mère de Yolande de Savoie, de Mafalda de Savoie, d'Humbert II, de Jeanne de Savoie et de Marie-Françoise de Savoie.  |           |
|          | Marie-José de Belgique (4 août 1906, Ostende - 27 janvier 2001, Thônex) morte à 94 ans        | - Humbert II (mariage le 8 janvier 1930)           | - Princesse de Piémont (8 janvier 1930 - 9 mai 1946) - Reine d'Italie (9 mai 1946 - 18 juin 1946)           | - Princesse de la maison de Belgique. Fille d'Albert Ier de Belgique et d'Élisabeth en Bavière. - Mère de Maria-Pia de Savoie, de Victor-Emmanuel de Savoie, de Marie-Gabrielle de Savoie et de Marie-Béatrice de Savoie. |           |